# Aeroportul Ogoki Post
Aeroportul Ogoki Post (IATA: YOG, ICAO: CYKP) este un aeroport din Ontario, Canada. Aeroportul a fost tranzitat în 2017 de 0 pasageri.
Situat la o altitudine de 181 m, aeroportul dispune de 1 pistă. Este operat de Government of Ontario⁠(d).

## Infrastructură

### Piste
Aeroportul dispune de o singură pistă. Pista are orientarea 09/27. 